# Bronze de Corinthe
Le bronze de Corinthe, aussi appelé cuivre de Corinthe ou airain de Corinthe fut un très précieux alliage durant l'époque classique. Il est supposé être un alliage de cuivre, dʼor et dʼargent, même si on a longtemps pensé que c'était simplement un bronze de très haute qualité (alliage de cuivre et dʼétain), voire juste du bronze réputé pour être fait à Corinthe. Il y est souvent fait référence dans certains textes, parfois au côté du légendaire orichalque, mais aucune trace ne nous en est parvenue.

## Antiquité classique
Lors de l'âge du bronze en Europe, les empires gréco-romains ont connu leur développement et leur puissance par la fabrication du bronze en tant qu'alliage de cuivre et d'étain, l'alliage produisant des outils et des armes de plus grande dureté et robustesse que le fer. Cette puissance était permise par le contrôle à la fois des sources de cuivre et d'étain, ce dernier étant alors trouvé Europe centrale, mais surtout en Asie occidentale et centrale, alors que le cuivre à l'inverse est alors beaucoup plus abondant en Europe. Les meilleurs alliages de bronze sont de plus grande dureté et robustesse que le fer ou le cuivre seuls. À la fin de l'âge de bronze, les mines d'étain d'Armorique et d'Europe centrale sont épuisées et la route de l'étain depuis l'Asie est coupée : la raréfaction de l'étain conduit à celle du bronze qui devient précieux, au point qu'il n'est plus possible de fournir les armes nécessaires au maintien de la puissance de l'empire romain, ni les outils solides demandés par l'agriculture. C'est la raréfaction de l'étain qui entraine la fin de l'âge de bronze, avec un recul technologique et des rendements dans l'agriculture pour le travail de la terre avec les outils et armes utilisant le fer, ainsi qu'une fragmentation des plus grands empires occidentaux. D'autres alliages avec du cuivre improprement appelés bronze apparaissent, mais le meilleur bronze de qualité, désigné alors sous le nom d'airain (normalement à base seulement de cuivre et d'étain), reste alors un métal précieux et un signe de puissance pour celui qui le possède et en maîtrise les sources et la fabrication. La découverte de mines d'étain en Armorique et leur commerce pourrait avoir motivé l'expansion de l'Empire romain vers l'ouest pour permettre à nouveau la fabrication du bronze.
Des types connus de bronze ou de laiton, deux termes qui ne sont pas différenciés durant l'antiquité, connu en latin comme en aes et en grec comme χαλκός, le bronze de Corinthe fut le plus précieux. Les statues, vases, calices et autres objets faits de ce métal furent inestimables, plus encore que s'ils avaient été faits d'or ou d'argent pur. Pline l'Ancien, le divise en trois catégories, selon le métal qui est ajouté à la base de cuivre : de l'or (luteum) ; de l'argent (candidum) ; ou tous trois en quantité égale. Plutarque et Cicéron commentent tous deux que le bronze de Corinthe, contrairement à la plupart des alliages de cuivre, ne ternit pas. Pline fait également référence à un quatrième alliage, bien plus sombre, connu comme hepatizon.
Selon la légende, le bronze de Corinthe fut créé par accident, lors de l'incendie de Corinthe par Lucius Mummius Achaicus en 146 av. J.-C. : les quantités immenses d'or, de cuivre et d'argent de la ville y seraient fondues ensemble, formant l'alliage. Pline cependant, a fait remarquer que cette histoire est incroyable, parce que la plupart des créateurs des très précieuses œuvres en bronze de Corinthe dans la Grèce Antique vécurent bien avant le IIe siècle av. J.-C.. Selon Pline, la méthode de création de l'alliage était déjà perdue depuis longtemps à son époque, bien que certaines sources décrivent le processus de création, impliquant un traitement thermique, une trempe, le lessivage et le brunissage, dans un processus similaire à la dorure par déplétion. La perte de ce type de technique donnant à un objet fait de bronze l'aspect de l'or ou de l'argent est peut-être à l'origine de la quête alchimique de transformer des métaux vils en métaux précieux.

## Après l'antiquité
Des éléments fait de bronze de Corinthe sont mentionnés dans la Bible. La Porte de Nicanor du Second Temple de Jérusalem, mentionnée dans le Livre des Actes 3:2-10, fut une structure de 18m de large, supposément faite de bronze de Corinthe pur, ou du moins plaqué. Une autre référence Biblique, dans le Livre d'Esdras 8:27, est généralement traduite par "fine de cuivre [bronze], aussi précieux que l'or".
Des alliages similaires sont aussi trouvés hors de l'Europe. Ainsi, les vases de  Hông-hee de Chine, faits d'un alliage semblable, aurait été formés lorsque le palais fut incendié en 1426. Un alliage de cuivre et d'or, connu comme tumbaga était très répandu dans la mésoamérique précolombienne, et aurait une composition identique au bronze de Corinthe. Une méthode métallurgique semblable pour la "coloration [chrôsis] de l'or" est décrite dans la 15e recette du 10e papyrus de Leyde de Thèbes en Egypte, datant du IVe siècle apr. J.-C..

## Citations
« I think it may be of Corinthian brass
Which was a mixture of all metals
The brazen uppermost. »
— Lord Byron, Don Juan
« Man is the most composite of all creatures.... Well, as in the old burning of the Temple at Corinth, by the melting and intermixture of silver and gold and other metals a new compound more precious than any, called Corinthian brass, was formed; so in this continent,—asylum of all nations,—the energy of Irish, Germans, Swedes, Poles, and Cossacks, and all the European tribes,—of the Africans, and of the Polynesians,—will construct a new race, a new religion, a new state, a new literature, which will be as vigorous as the new Europe which came out of the smelting-pot of the Dark Ages, or that which earlier emerged from the Pelasgic and Etruscan barbarism. »
— Ralph Waldo Emerson, décrivant la culture américaine comme un melting pot dans un journal, 1845